# Kobyla Góra (Groot-Polen)
Kobyla Góra is een dorp in de Poolse woiwodschap Groot-Polen. De plaats maakt deel uit van de gemeente Kobyla Góra en telt 2 000 inwoners.